# Dk Najibah Era Al-Sufri
Dk Najibah Era Al-Sufri, née le 20 mai 1983, est la première personne de nationalité brunéienne à avoir atteint le Pôle Sud.
Enseignante en mathématiques au collège, elle devint ensuite agent diplomatique au ministère brunéien des Affaires étrangères.
Elle fut sélectionnée avec sept autres femmes (chacune représentant un pays du Commonwealth des Nations), parmi plus de 800 candidates, pour participer à l'Expédition Kaspersky du Commonwealth en Antarctique, qui atteignit le Pôle sud le 29 décembre 2009,.
Elle expliqua qu'elle souhaitait, par sa participation, accroître la conscience du changement climatique parmi ses compatriotes.
Les médias brunéiens ont décrit sa réussite comme « un jour historique pour Brunei et une journée fondamentale pour les femmes du Sultanat ». Saipul Ibrahim, Vice-Président de l'Association d'Aventure et de Récréation de Brunei, a décrit Era Al-Sufri comme « une icône pour tous les Brunéiens, et particulièrement pour les femmes et pour les jeunes ». Elle est connue au Brunei comme « la Fille polaire »,.